# جائزة البوبز

شعار الجائزة

جائزة البوبز (بالإنجليزية: The BOBs)‏ اختصار لمصطلح (Best of the Blogs) هي أكبر جائزة عالمية في مجال التدوين ومواقع الويب، تأسسست عام 2004 وترعاها إذاعة صوت ألمانيا (دويتشه فيله) ، تمنح جائزة البوبز للمدونين والنشطاء والصحفيين الداعمين لحرية الرأي وتفتح مجالاً للنقاش عبر الإنترنت والمدافعين عن حقوق الإنسان.
تعد جائزة البوبز هي المسابقة العالمية الوحيدة في هذا المجال، وتنشر في 14 لغة هي: العربية والبنغالية والصينية والألمانية والإنجليزية والفرنسية والهندية والإندونيسية والفارسية والبرتغالية والروسية والاسبانية والتركية والأوكرانية، وفي عام 2015 لأول مرة سوف تمنح جائزة حرية الرأي والتعبير كأفضل جائزة.

## تاريخ الجائزة
بدأت عام 2004 تحت اسم جائزة دويتش فيلة، وقامت هيئة الإذاعة الألمانية برعاية الجائزة بالتنسيق مع منظمة مراسلين بلا حدود وجائزة مراسلني بلا حدود.

## تخصصات الجوائز
تقدم الجائزة في 6 تخصصات وهي (أفضل مدونة - أفضل استخدام تكنولوجي لصالح المجتمع - أفضل ناشط إجتماعي - جائزة حقوق الإنسان - جائزة أفضل مصور فيديو) لكل اللغات وذلك من قبل لجنة التحكيم، وجائزة واحدة لكل لغة من لغات المسابقة وتكون من اختيار الجمهور.

## المسابقة الرسمية
تبدأ المسابقة في مارس من كل عام وتنتهي في شهر يونيو بتتويج الفائزين ضمن فعاليات «منتدى الإعلام العالمي» الذي تنظمه مؤسسة دويتشه فيله في مدينة بون الألمانية.

### جوائز لجنة التحكيم
تتكون لجنة التحكيم العالمية من أربعة عشر خبيراً في مجال الإنترنت، يتم اختيار خمسة مرشحين من كل لغات المسابقة من قبل لجنة التحكيم ويعملون خلال اجتماعهم الذي يعقد في برلين بداية شهر مايو على اختيار أفضل المرشحين بعد مناقشة إسهاماتهم.

### جائزة أختيار الجمهور
وهي جائزة تتم من خلال ترشيح وتصويت الجمهور، يفتح باب الترشيح في مارس من كل عام ويتم التصويت ابتداء من 9 إبريل حتى 9 مايو، يمكن لمستخدمي الإنترنت التصويت لصالح المواقع والصفحات المفضلة لديهم من أجل اختيار الفائزين عن كل لغة.

### جائزة "حرية الرأي والتعبير
هي جائزة مستحدثة سيتم توزيعها عام 2015.

## الوصلات الخارجية
- الموقع الرسمي
 (بالعربية)